# Jan Kozina

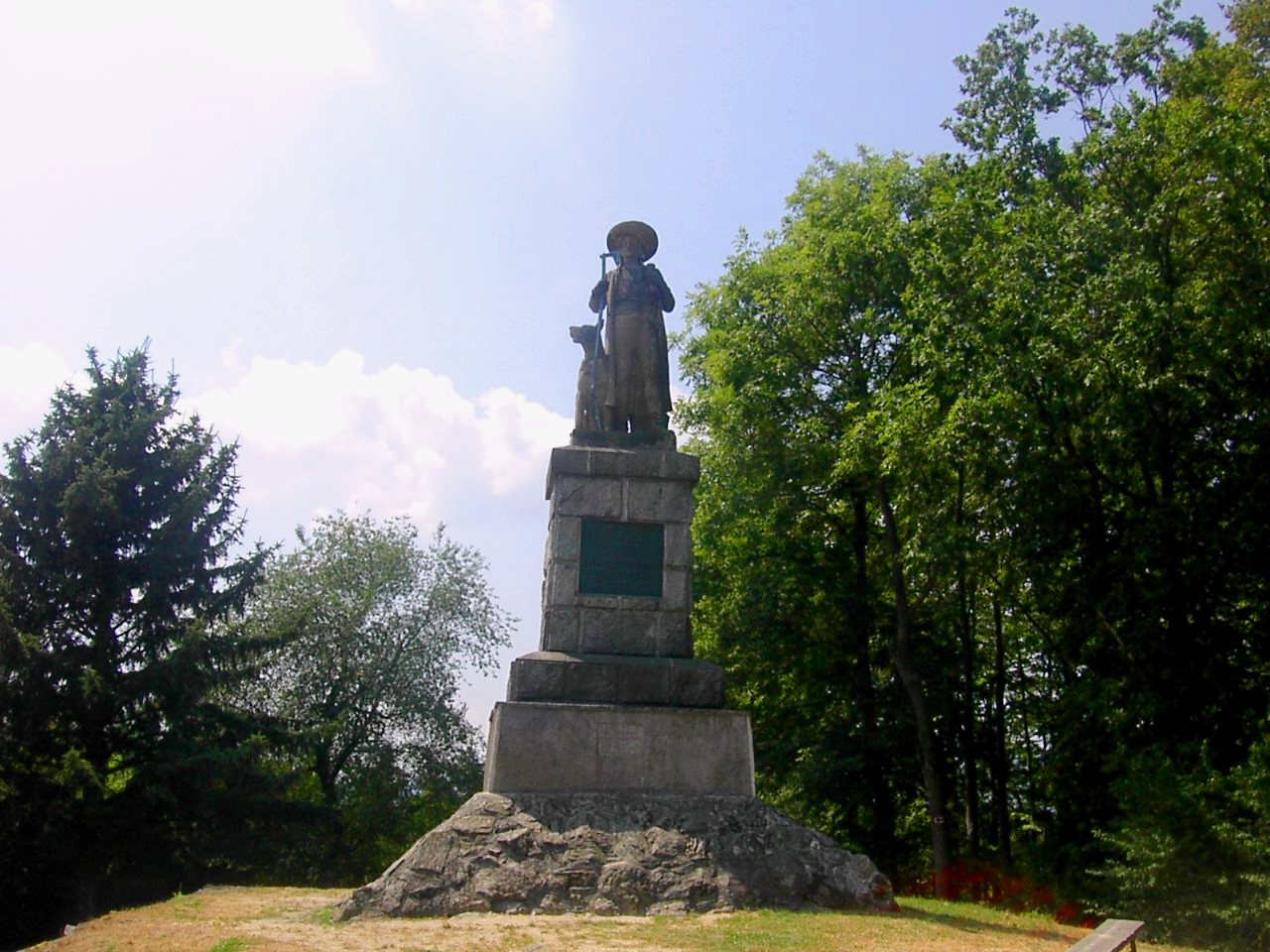
Kozinův pomník na kopci Hrádek nad Újezdem.

Jan Sladký Kozina (10. září 1652, Újezd u Domažlic – 28. listopadu 1695, Plzeň) byl vůdce chodského povstání na konci 17. století.

## Život

### Původ
Jan Sladký zvaný Kozina se narodil 10. září 1652 v Újezdu u Domažlic na statku u Rosochů Janu Sladkému a Anně Havlové. O jeho dalších sourozencích víme jen to, že měl staršího bratra Vavřince (* 30. srpna 1650). Jméno dostal podle statku Kozinec, kde bydlel.
Zatímco bratr Vavřinec se přiženil na jiný statek, Jan Sladký Kozina hospodařil po otci na statku „u Kozinů“.

### Účast v chodském povstání
V roce 1692, kdy se Chodové domnívali, že mají novou naději na obnovení starých práv, vydala se k císaři Leopoldovi I. chodská delegace, ve které byl Kozina a další dva Chodové. Připravenu měli žádost o potvrzení starých práv. Tuto delegaci přijal císař, který zaručil, že nebudou Lamingenem stíháni. 12. ledna 1693 ale císař svým reskriptem připomněl Chodům v roce 1668 uložené „věčné mlčení“ s tím, že jejich práva byla zrušena. Nedůvěra Chodů, kterým byl reskript přečten, vedla k pokusům o další jednání a k tzv. chodskému povstání. Jan Sladký byl členem delegací, které jednaly ve Vídni i s místodržitelstvím v Praze. Byl spolu s dalšími dvěma Chody odsouzen k trestu smrti. Jeden z odsouzených však ve vězení zemřel, druhý byl omilostněn.

### Poprava
Byl popraven 28. listopadu 1695 v Plzni oběšením. Podle pověsti si měl Kozina dojít pro svého protivníka Wolfa Maxmiliána Lammingera svobodného pána z Albenreuthu (řečeného Lomikara) do roka po své popravě, jak měl v Plzni před svou popravou předpovědět. (V nejznámější podobě „Lomikare, Lomikare! Do roka budeme spolu stát před súdnú stolicí boží, hin sa hukáže, hdo z nás...“ uvedl tuto předpověď Jirásek v románu Psohlavci a obdobně ve Starých pověstech českých.)
V areálu Plzeňského pivovaru Prazdroj je pamětní deskou označeno místo poblíž hlavní brány, kde Jan Sladký těsně před svou popravou oběšením odpočíval.

## Rodina
9. května 1678 si Jan Kozina v Klenčí pod Čerchovem vzal za ženu Dorotu Pelnářovou. S ní měl posléze šest synů:
- Jiří (18. září 1678)
- Ondřej (19. února 1680)
- Matěj (7. listopadu 1682)
- Adam (6. června 1685)
- Ondřej (24. července 1687)
- Matěj (12. dubna 1689)

Úděl Doroty Pelnářové byl vcelku bolestný. Ještě za života Jana Sladkého Koziny jim zemřeli čtyři synové. Po popravě Jana Sladkého Koziny na ní zůstalo hospodaření na statku, o který se musela starat se svými nedospělými dětmi Jiřím a Adamem. Po smrti nejstaršího syna Jiřího v roce 1703 zůstala celá starost o statek na ní s Adamem. Jediné, co ji mohlo na sklonku života potěšit, byla svatba posledního syna Adama s Markétou Ledvinovou 15. listopadu 1712. Vnoučat se však již nedožila, zemřela 8. srpna 1715.

### Významní potomci
- Martin Sladký (malíř)
- Josef Pelnář